# قطوف دانية من شجرة الحكم العالية
كتاب قطوف دانية من شجرة الحكم العالية 
جمعه الشيخ محمد أبو اليسر عابدين.

## المقدمة
في كيس قماش بال، غير الزمان بياضه يصل جنبيه رباط، كتب عليه أهم المهمات، استودعه وريقات .
عثرت على مختوطته هذه , كتبها بأنواع حبر وورق , اختلفت حسب لحظة تناول اليد لتسطير ذخيرة.
خشية عليها صورتها ورحت أستنيخ جلها منقحاً. تهيئة للطبع. كنت قد قرأت العديد من مختصراته عليه مطولاً. استمعت مشافهة منه لما قرأ عليه. 
صفوة استحسنها أضعها بين يدي القارئ للفائدة قطوف دانية أقدمها على طبق من ورق، وجباتها لا تمل. من بستان الدنيا إلى نعيم الآخرة. غذاء الفكر، تجد فسحة القلب مع كل تناول .
محمد عزيز عابدين
5/9/1983

## عن الكتاب
حكم وعبر مفيدة ذات معنى